# Post Danmark

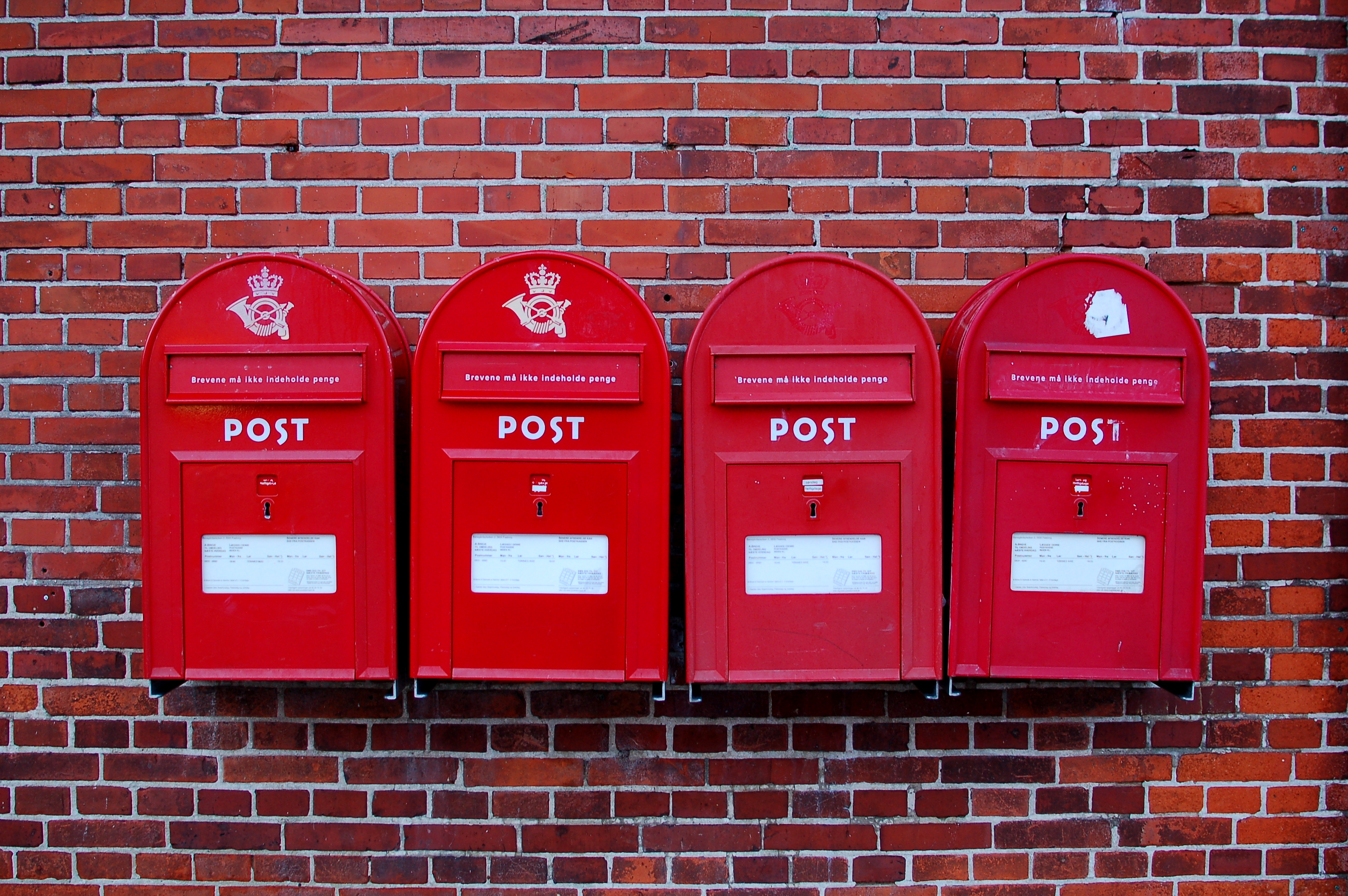
Briefkästen in Fåborg

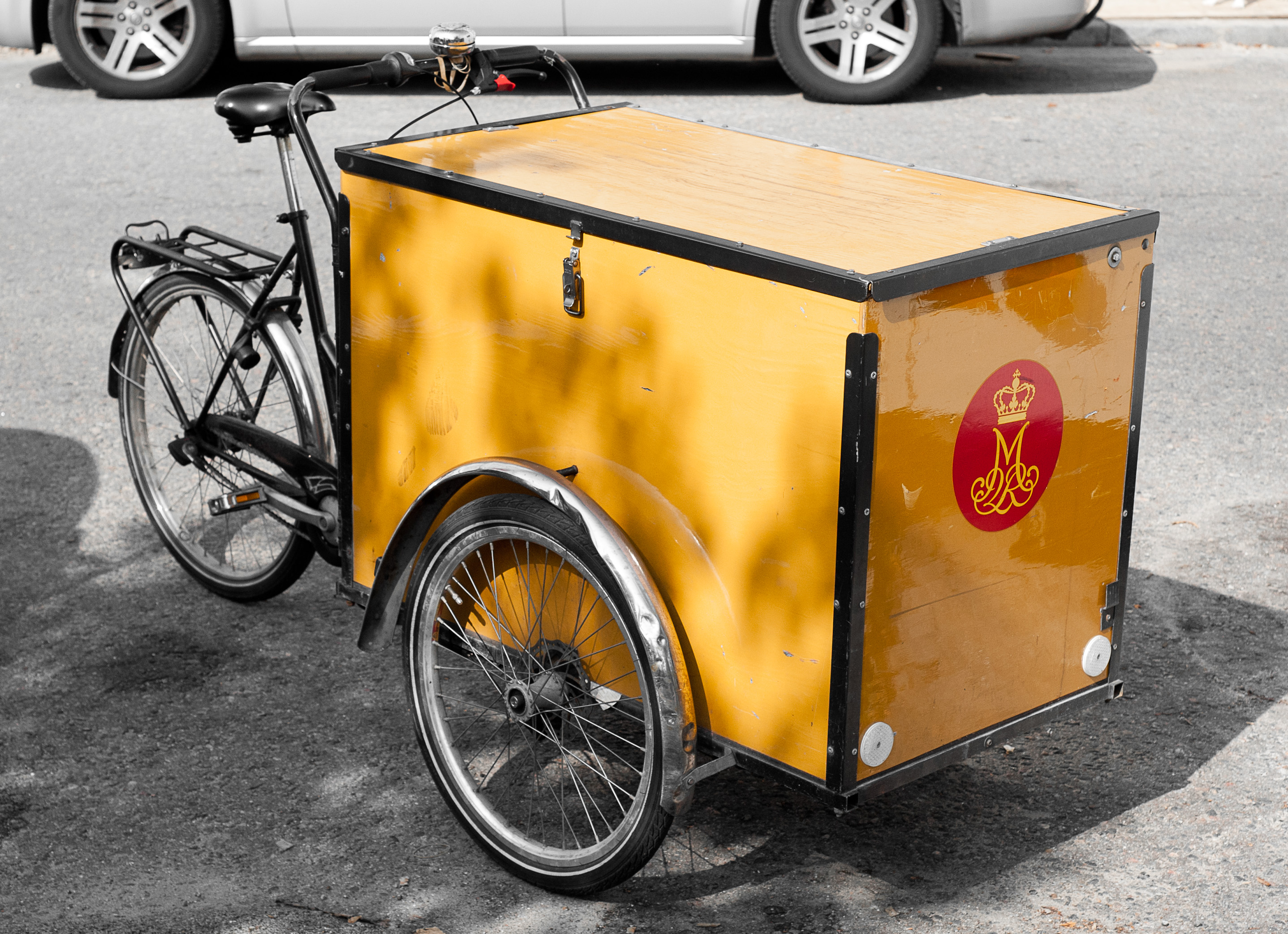
Dänisches Postfahrrad

Post Danmark ist ein dänisches Postunternehmen und eine Tochter der Postnord. Bis 2010 war das Unternehmen der staatliche Postdienstleister für Dänemark. Seit 2016 tritt das Unternehmen unter der Marke des Mutterunternehmens auf.

## Geschichte
Der Hauptverwaltungssitz befand sich im 1912 erbauten Gebäude Centralpostbygningen in Kopenhagen.
Das moderne Unternehmen Post Danmark entstand 1991, als die staatliche Behörde in eine öffentlich-rechtliche Gesellschaft umgewandelt wurde. Sie befand sich zu 100 Prozent im Besitz des dänischen Verkehrsministeriums. Im Jahr 2002 beschloss das Folketing, Post Danmark zu privatisieren und in eine private Aktiengesellschaft umzuwandeln. Drei Jahre später wurden 22 Prozent der Aktien von CVC Capital Partners aufgekauft, die dieses Paket schon 2009 wieder an den dänischen Staat zurückveräußerten. 3 Prozent der Aktien wurden an Mitarbeiter der Post vergeben. 
Am 24. Juni 2009 wurden Post Danmark und die schwedische Post (Posten AB) zu einer gemeinsamen Aktiengesellschaft zusammengeschlossen. Die neue gemeinsame Post trat in Dänemark und Schweden bis 2016 mit nationalen Tochtergesellschaften Post Danmark und Posten auf. Die gemeinsame Aktiengesellschaft hieß zunächst Post Norden, seit 2011 PostNord. Der schwedische Staat hält 60 Prozent der Aktien, der dänische 40.
Der Name Post Danmark war bis 2015 auch mit dem international bekannten Radrennen Post Danmark Rundt verbunden. 